# Zigong
Pour les articles homonymes, voir Zigong (homonymie).
Zigong (chinois : 自贡市 ; pinyin : zìgòng shì) est une ville-préfecture du Sud de la province du Sichuan en Chine. Elle est notamment connue pour son industrie saline millénaire, sa fête des lanternes, et la présence de nombreux fossiles de dinosaures.
Zigong possède environ trois millions d’habitants. C'est aussi une ville industrielle. La ville a été la première au monde à exploiter et utiliser le gaz.[réf. nécessaire]

## Géographie
Zigong se trouve dans la zone des collines, son altitude varie entre 280 mètres à 400 mètres. Elle est se situe l’est de la Luzhou, au sud de Yibin, à l’ouest de Leshan et au nord de Neijiang. Sa surface est de 1 441 km2.
Zigong est la plus grande ville dans le Sud du Sichuan. Les rivières qui baignent Zigong appartiennent au système fluvial du Yangzi.

## Subdivisions administratives
La ville-préfecture de Zigong exerce sa juridiction sur six subdivisions - quatre districts et deux xian :
- le district de Ziliujing - 自流井区 Zìliújǐng Qū ;
- le district de Da'an - 大安区 Dà'ān Qū ;
- le district de Gongjing - 贡井区 Gòngjǐng Qū ;
- le district de Yantan - 沿滩区 Yántān Qū ;
- le xian de Rong - 荣县 Róng Xiàn ;
- le xian de Fushun - 富顺县 Fùshùn Xiàn.

## Histoire

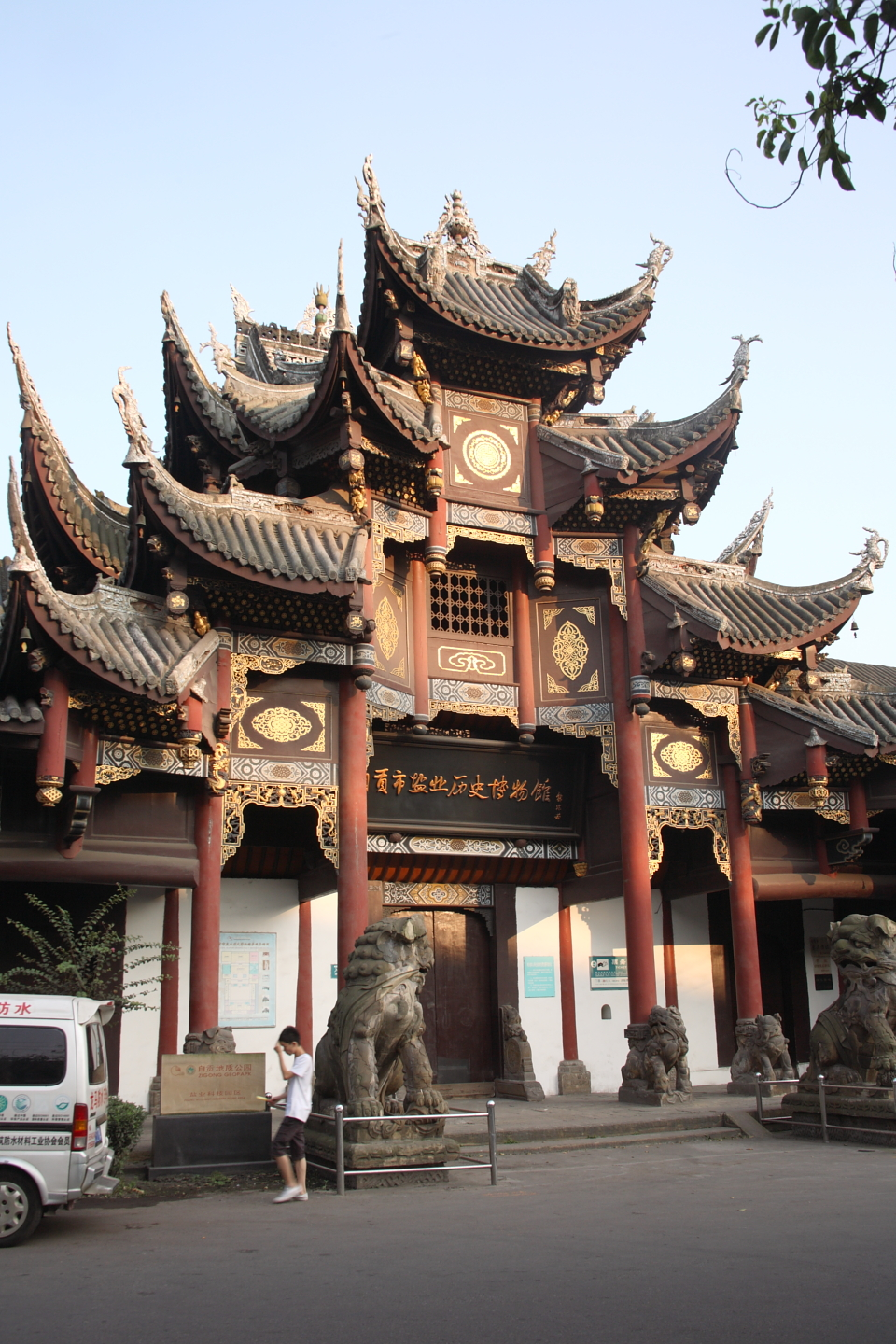
musée du Sel

Malgré la relative pauvreté de l'économie rurale du Sichuan, un système productif local (ou, en anglais, cluster) a pris corps au XIXe siècle pour la commercialisation des denrées agricoles; et Zigong en a été l'un des pôles régionaux importants. Une communauté de marchands y a pris corps et est devenue symbolique elle aussi de l'émergence d'un proto-capitalisme chinois, comme l'a analysé l'universitaire nord-américaine Madeline Zelin, "professor of Chinese studies at Columbia University". "Her latest book, The Merchants of Zigong, Industrial Enterprise in Early Modern China, is a study of an advanced industrial community in southern Sichuan from the eighteenth to the early twentieth century and provides new insights into the role of customary legal and business practices in China’s early modern economic development. It has been awarded the Fairbank Prize (American Historical Association), Alan Sharlin Memorial Award (Social Science History Association) and the Humanities Prize of the International Conference on Asian Studies (ICAS)."

### Paléontologie
Les zones de fossiles de dinosaures à Zigong sont les plus grandes en Chine. La superficie totale de ces zones est de 1 700 mètres carrés. Cet endroit conserve le plus grand nombre de fossiles de dinosaures jurassiques du monde. Le département concerné continue de les excaver afin d'alimenter les recherches à propos de l'extinction de ces animaux.

## Tourisme
- Le Parc national géographique des dinosaures paléontologiques de Zigong (nommé par le secteur de Terre et Ressource national en 2001)
- Le Musée paléontologique des dinosaures de Zigong : Dans le monde, avec le parc national de dinosaures des Etats-Unis, le parc de dinosaures du Canada, ces trois musées sont nommés Les trois musées de dinosaures du Monde. Le magazine américain <National Geography> a écrit : < Le Musée paléontologiques des dinosaures de Zigong est le meilleur musée du monde.
- Les Trois Forteresses de campagne : elles sont situées dans l’arrondissement de Da’An, elles ont été construites en 1859. Leur nom signifie : plus de bonheur, plus de durée de la vie, plus d'hommes. Les Trois forteresses de campagne ont une bonne réputation :<le champion des forteresses de campagne dans le sud de la province du Sichuan.>
- Le Bouddha de Rong Xian : c'est un site touristique national de niveau 4 étoiles, le bouddha est situé dans la montagne de Da Fo qui se trouve dans la banlieue du bourg de Rong Xian. La hauteur du Bouddha de Rong Xian est 36,67 mètres, la hauteur de la tête est 8,76 mètres, sa largeur d'épaule est 12,67 mètres, il est seulement moins grand que le Bouddha de Leshan.
- Le puits de Sheng Hai : est le puits creusé artificiellement le plus tôt dans le monde (en 1835). La profondeur du puits de Sheng Hai est 1001,42 mètres. Il fabrique de la saumure, en même temps il produit du gaz, c’est-à-dire, chaque jour, il fabrique environ 14 mètres cubes de saumure et 4 800-8 000 mètres cubes de gaz.
- épigraphes écrits par les calligraphes Su Dongpo, Huang Tingjian, Lu You, etc., et les peintures créées par des artistes renommés. Par exemple : Wu Daozi, Zhang Daqian, Zeng Guofan, etc.

## Festival des lanternes
Zigong est à l'origine du festival chinois des lanternes qui a ensuite été adopté à Pékin, Hong Kong et Shanghai. En qualité de ville historique et culturelle de Chine, Zigong est appelée " ' Ville des lanternes ' dans le Sud du pays". Ces dernières années, bien que ce festival annuel soit un intérêt touristique évident, les autochtones endurent des pannes de courant imprévisibles et prolongées durant cette période. Bien que cette manifestation soit une aubaine pour le tourisme et génère d'importants revenus pour le gouvernement local elle vient troubler la quiétude de l’endroit.
Le festival des lanternes date de la dynastie Tang.

## Personnalités
Gao Min (1970-), double championne olympique de plongeon.